# Ordem de Karl Marx
A Ordem de Karl Marx (em alemão:  Karl-Marx-Orden) foi a ordem mais importante na República Democrática Alemã (RDA). A concessão da ordem também incluia um prêmio de 20 000 marcos da Alemanha Oriental.
A ordem foi fundada em 5 de maio de 1953 por ocasião do 135º aniversário de Karl Marx durante o Ano de Karl Marx e por recomendação do Conselho de Ministros da RDA. Foi concedido a indivíduos, empresas, organizações e grupos militares por mérito excepcional em relação à ideologia, cultura, economia e outras designações. Além disso, cidadãos de outros países também podem receber a ordem.

## Membros notáveis da Ordem
- 1953: Otto Grotewohl, Wilhelm Pieck, Wilhelm Zaisser
- 1961: Gherman Titov
- 1963: Yuri Gagarin,[1] Valentina Tereshkova[1]
- 1965: Pavel Belyayev, Aleksei Leonov
- 1967: John Heartfield
- 1969: Paul Dessau, Erich Honecker, Willi Stoph
- 1970: Bruno Apitz, Otto Braun, Heinz Hoffmann
- 1972: Fritz Cremer, Erich Honecker
- 1973:  Erich Mielke
- 1974: Leonid Brezhnev, Fritz Cremer, Willi Stoph, Josip Broz Tito, Markus Wolf, Todor Zhivkov
- 1975:  Aleksandr Vasilevsky
- 1976: Vladimir Aksyonov, Valery Bykovsky
- 1977: Erich Honecker, Margot Honecker,[2] Erich Mielke, Josip Broz Tito
- 1978: Valery Bykovsky, Hans Modrow, Sigmund Jähn
- 1979: Leonid Brezhnev, Klaus Fuchs
- 1980: Heinz Hoffmann
- 1981: Leonid Brezhnev
- 1982: Erich Honecker, Kim Il-sung,[3] Erich Mielke
- 1983: Egon Krenz, Gustáv Husák
- 1984: Willi Stoph
- 1985: Heinz Hoffmann, Erich Honecker
- 1986:Fidel Castro
- 1987: Margot Honecker, Erich Mielke, Markus Wolf
- 1988: Nicolae Ceauşescu, Manfred Gerlach
- 1989: Günter Schabowski, Willi Stoph